# Giovanni Colonna (archeolog)
Giovanni Colonna (ur. 4 września 1934) – włoski historyk i archeolog, specjalizujący się w tematyce starożytnej Italii, a w szczególności cywilizacji ertuskiej.
Pełni funkcję profesora na Uniwersytecie Sapienza w Rzymie, na którym nauczał od 1980 r.
Naukę rozpoczął w 1957, w Rzymie, pod okiem Massima Pallottina. Następnie, kontynuował studia w Rzymie i Atenach. W latach 1964–1972, archeologiczny nadinspektor południowej Etrurii.
Kierował wieloma pracami wykopaliskowymi w Etrurii (Blera, Bisenzio, Bolsena, Montefiascone, Tuscania, Cerveteri, Ladispoli, Weje) oraz w innych miejscach (Arcinazzo Romano, Saepinum, valle del Sinello, Festòs). Wraz ze swoją żoną, Eleną Di Paolo, odkopał nekropolię w Viterbo oraz wydał dwie publikacje: Castel d’Asso (1970) i Norchia I (1978).
Jest znany ze swoich badań Wejów i tamtejszej świątyni Apolla. Przeprowadził także gruntowne badania Pyrgi. Jest również autorem licznych artykułów i książek, przekraczających obecnie liczbę 300.
Członek Accademia nazionale dei Lincei. W 2005 jego praca została uhonorowana wydaniem czterotomowej 2695-stronicowej antologii jego dzieł, zatytułowanej Italia ante Romanum imperium: scritti di antichità etrusche, italiche e romane (1958–1998).